# Archiac
Archiac és un municipi francès situat al departament del Charente Marítim i a la regió de la Nova Aquitània. L'any 2007 tenia 814 habitants.

## Demografia

### Població
El 2007 la població de fet d'Archiac era de 814 persones. Hi havia 352 famílies de les quals 108 eren unipersonals (60 homes vivint sols i 48 dones vivint soles), 136 parelles sense fills, 96 parelles amb fills i 12 famílies monoparentals amb fills.
La població ha evolucionat segons el següent gràfic:
Habitants censats

### Habitatges
El 2007 hi havia 398 habitatges, 352 eren l'habitatge principal de la família, 8 eren segones residències i 38 estaven desocupats. 360 eren cases i 38 eren apartaments. Dels 352 habitatges principals, 244 estaven ocupats pels seus propietaris, 95 estaven llogats i ocupats pels llogaters i 12 estaven cedits a títol gratuït; 5 tenien una cambra, 19 en tenien dues, 53 en tenien tres, 102 en tenien quatre i 172 en tenien cinc o més. 274 habitatges disposaven pel capbaix d'una plaça de pàrquing. A 176 habitatges hi havia un automòbil i a 137 n'hi havia dos o més.

### Piràmide de població
La piràmide de població per edats i sexe el 2009 era:
| Homes | Edats   | Dones |
| ----- | ------- | ----- |
| 0     | 95 o +  | 0     |
| 4     | 90 a 94 | 8     |
| 12    | 85 a 89 | 20    |
| 12    | 80 a 84 | 8     |
| 24    | 75 a 79 | 12    |
| 20    | 70 a 74 | 24    |
| 28    | 65 a 69 | 36    |
| 16    | 60 a 64 | 16    |
| 8     | 55 a 59 | 16    |
| 20    | 50 a 54 | 32    |
| 32    | 45 a 49 | 32    |
| 24    | 40 a 44 | 24    |
| 56    | 35 a 39 | 48    |
| 28    | 30 a 34 | 28    |
| 12    | 25 a 29 | 20    |
| 20    | 20 a 24 | 12    |
| 48    | 15 a 19 | 48    |
| 48    | 10 a 14 | 32    |
| 24    | 5 a 9   | 36    |
| 8     | 0 a 4   | 24    |

## Economia
El 2007 la població en edat de treballar era de 478 persones, 346 eren actives i 132 eren inactives. De les 346 persones actives 307 estaven ocupades (168 homes i 139 dones) i 39 estaven aturades (15 homes i 24 dones). De les 132 persones inactives 52 estaven jubilades, 45 estaven estudiant i 35 estaven classificades com a «altres inactius».

### Ingressos
El 2009 a Archiac hi havia 347 unitats fiscals que integraven 756,5 persones, la mediana anual d'ingressos fiscals per persona era de 15.364 €.

### Activitats econòmiques
Dels 59 establiments que hi havia el 2007, 1 era d'una empresa alimentària, 1 d'una empresa de fabricació de material elèctric, 4 d'empreses de fabricació d'altres productes industrials, 11 d'empreses de construcció, 16 d'empreses de comerç i reparació d'automòbils, 2 d'empreses de transport, 1 d'una empresa d'hostatgeria i restauració, 4 d'empreses financeres, 1 d'una empresa immobiliària, 4 d'empreses de serveis, 11 d'entitats de l'administració pública i 3 d'empreses classificades com a «altres activitats de serveis».
Dels 19 establiments de servei als particulars que hi havia el 2009, 1 era una gendarmeria, 1 oficina de correu, 2 oficines bancàries, 2 tallers de reparació d'automòbils i de material agrícola, 1 autoescola, 3 paletes, 1 guixaire pintor, 2 fusteries, 3 electricistes, 1 empresa de construcció i 2 perruqueries.
Dels 8 establiments comercials que hi havia el 2009, 2 eren botiges de menys de 120 m², 1 una fleca, 2 carnisseries, 1 una botiga de mobles i 2 floristeries.
L'any 2000 a Archiac hi havia 18 explotacions agrícoles.

## Equipaments sanitaris i escolars
El 2009 hi havia 1 farmàcia i 1 ambulància.
El 2009 hi havia una escola elemental. Archiac disposava d'un col·legi d'educació secundària amb 275 alumnes.

## Poblacions més properes
El següent diagrama mostra les poblacions més properes.